# モンストレス
『モンストレス』（Monstress）はハイファンタジーのアメリカン・コミックシリーズ。中国系アメリカ人の原作者マージョリー・リュウと日本人の作画者タケダサナによる。
2015年にイメージ・コミックスから発刊され、2024年時点で単行本が第9巻まで出ている。ヒューゴー賞の3年連続受賞、アイズナー賞の5部門同時受賞をはじめとして国際的な賞を数多く受けている。日本語でも一部の巻が刊行されている。
タイトルは「モンスター」の女性形である。20世紀初頭のアジアをモデルにした家母長制の世界を舞台に、恐るべき怪物と精神や肉体を共有してしまった少女が、「暴力と軋轢、搾取に溢れた残酷で絶望的な世界」を生き抜く姿が描かれている。

## あらすじ

### 基本設定
ノウン・ワールドと呼ばれる世界には人間のほかに4つの知的種族が存在する。エンシェントは半人半獣の姿を持つ不死の種族で、強大な魔力を持つ。エンシェントが愛玩の対象である人間との間に作った混血がアーカニックである。エンシェントから魔力や獣の外貌を部分的に受け継いだアーカニックは、独自の種族として人間と版図を分け合うまでに繁栄した。ネコは現実世界の猫に似た古い種族で詩人（語り部）の文化を発達させている。古き神々はこれらの種族とは異なり巨大な怪物で、遥か昔に別の世界に放逐されたと伝えられる。
エンシェントとアーカニックの魔力は時代とともに衰え、科学技術を武器とする人間に対して劣勢に立たされている。人間の軍事力の源泉はアーカニックの死骸から抽出される魔力源リリウムであり、その技術を独占する魔女教団クマエアはアーカニックを劣等な種族と見なして搾取している。本編の数年前まで人間の連邦とアーカニック国家の間で全面戦争が続いており、数々の惨劇があった。終戦後も両種族の間の緊張は解けていない。

### vol. 1: Awakening
アーカニック種族のマイカ・ハーフウルフは、かつて種族間戦争の間に児童奴隷として人間に使役されていたが、戦後は同じ境遇のツヤと平穏に暮らしていた。しかし17歳になったころ、無差別に生命を貪る衝動に苦しみ、自らの謎を解くため一人旅立つ。
人間の連邦において軍事・政治の中枢を占めるクマエア教団はアーカニック奴隷を虐殺してリリウムを採取していた。マイカは危険を冒してクマエアの施設に潜入し、亡き母モリコが伝説的な巫女帝を調査していた事実を知る。さらに巫女帝の遺物である仮面の欠片を奪い、児童奴隷キッパ、ネコ種族のレンを仲間にして逃亡する。仮面の影響によりマイカの体内に宿っていた「古き神」ジンが覚醒し、二人は心身を共有し始める。マイカはジンの強大な力を借りる一方、その飢えを癒すために関わり合う人々を餌食にしてゆくことを強いられる。
仮面の発動は諸勢力の均衡を破る結果も生んだ。アーカニック二大勢力の一つ、ダスク・コートの策謀家バロネスはコルヴィン卿ら配下を使ってマイカを手中に収める。しかしクマエアの長であるデストリアがそこを襲う。デストリアの精神はジンと同種の怪物と入れ替わっており、封印された同族を解放するために仮面の欠片を求めていた。ジンはそれに抗う種族の裏切り者だった。マイカは古き神の力を爆発させてその場を逃れる。心の支えとするツヤがバロネスと同一人物であることは知る由もない。

### vol. 2: The Blood
マイカらはモリコの足跡を追って「骨の島」に向かう。そこに囚われていたエンシェント種族のロハーは、侵略者である古き神々と戦って異界に追放した一人だった。時代が下ってエンシェントの魔力が衰え始めたころ、最初のアーカニックである巫女帝は古き神の一体を召喚し、仮面の力で従わせたのだという。巫女帝が死ぬと、怪物はその血筋に宿って代々受け継がれてきた。モリコが骨の島を訪れたのは、巫女帝の末裔の居場所を聞き出して子を作るためだった。モリコの娘が古き神の力を備えて戻ったことを奇貨とするロハーだったが、マイカは残忍なエンシェントを現世に解き放つことを拒み、戦って殺す。
自身が産まれた理由を計りかねるマイカは母と過ごした記憶を確かめる。ジンもまた追想に耽る。初めてこの世界に降り立ったジンは純粋な殺戮者であり、兄弟姉妹をも殺した。罪に沈むジンを救ったのは巫女帝だった。
遠く離れたドーン・コートにおいて、「西の剣」と呼ばれる将軍は、双子の姉モリコの娘が仮面の力を得たことを知って野心を燃やす。しかしその母でエンシェントの狼の女王は、ダスク・コートの大使であるバロネスことツヤと協調して仮面を封印するよう命じる。西の剣とツヤは両コートの同盟の証として婚姻を結ぶ。

### vol. 3: Haven
クマエア教団の上層部では人間に擬態した数体の古き神々が陰謀を巡らせている。そのうち尋問官ガルを名乗る一体は仮面の欠片の回収に向かう。
そのころマイカらは都市国家タイリアの軍勢に追われ、不可侵特権を持つポントゥス市に避難していた。マイカはそこでコルヴィンの訪問を受ける。彼はダスク・コートの指令に従わず、種族全体の利益のために行動していた。ポントゥスの中立を支えている魔法的なシールドは巫女帝の遺物であり、修復するためにマイカが必要なのだという。マイカは部品を回収するため研究所の遺跡に向かい、そこでジンと巫女帝の記憶を垣間見る。しかしシールド復旧は間に合わず、タイリア軍の侵攻が始まってしまう。
奮戦するマイカの元に二つ目の欠片を携えたガルが乱入してくる。二つの欠片が合わさったとき、天空が裂け、封じられていた神の1体が現れる。これはガルにとっても意想外だった。仮面の力に乗じて単独で脱出を試みた神をガルは「冒涜者」と罵り、マイカに助力を求める。マイカはジンとともに欠片の力を発動させ、冒涜者を幽閉地に押し返す。古き神の現界はわずかな時間だったが、地上の戦闘などとは比較できないほどの被害を残していった。

### vol. 4: The Chosen
古き神が引き起こした騒乱の中でキッパがさらわれ、後を追ったマイカは待ち構えていた「博士」の手に落ちる。ジンのかつての宿主である博士は、巫女帝の復活を旗印とする秘密結社ブラッド・コートを組織し、エンシェント種族を頂点とするアーカニックの政治体制を打倒しようとしていた。血を分けた娘マイカを家族として遇する一方、強烈なエゴで他者を踏みにじる父親を受け入れられないマイカはその下を辞去する。
主戦論を唱えるクマエアの扇動により、連邦とアーカニックの間は一触即発の状態にあった。戦乱を望む博士は連邦の聖都オーラムでテロを起こして一気に事態を加速させる。

### vol. 5: Warchild
ついに戦端が開かれ、連邦軍の大部隊が国境都市ラヴェンナに侵攻する。マイカは仮面の探索を中断して防衛に加わる。連邦は強力なリリウム兵器で守備隊を圧倒するが、マイカは強烈なリーダーシップを見せ、徴発した難民によるゲリラ戦で対抗する。さらに西の剣が単身でラヴェンナ救援に乗り込んできたことで士気は高まる。その裏でツヤは、妻が残していった戦力を密かに掌握し、巧みな軍略で連邦の作戦行動を妨害する。混乱する敵陣に斬り込んだマイカは攻城砲を破壊して戦闘を膠着に持ち込むことに成功する。
力尽きて捕虜になったマイカは旧交のある敵司令官アヌワットにこの戦争の不義を訴えるが、種族間憎悪の歴史を覆すことはできない。アヌワットはただ再戦を期してマイカを釈放する。
ジンは博士が別れ際に囁いた言葉によって心をかき乱されていた。ジンは巫女帝との間に娘を作っておきながら、クマエアの創始者マリウムと共謀して巫女帝を殺し、その記憶を自身から消し去ったのだという。マイカはジンを支え、傷ついたコルヴィンやキッパと一時の安息を共にする。

## 登場人物
マイカ・ハーフウルフ
17歳のアーカニック。見た目は人間に近い。衝動的で気性が激しく、他人に弱みを見せたがらない。伝説的な巫女帝の血を引いており、その遺産である「古き神」ジンを体に宿したことで人間とアーカニック双方から追われる立場となる。幼児期の戦争体験によりシニックで厭世的にふるまうが、キッパらと旅を続けるうちに別の面が現れ始める。
ジン
かつて外の世界から飛来し、エンシェントによって放逐された「古き神」の一体。この世界で生きていくには定期的に大量の生命を食らう必要がある。マイカの体内に潜んでおり、その失われた左腕から触手の塊のような姿を現す。巫女帝とは愛を育んでいた。

### マイカの同行者
キッパ
狐の血を引くアーカニックの子供。戦争のため家族と散り散りになり、クマエアの奴隷とされていた。マイカと共に危地を切り抜けながら絆を強めていく。生得の力によりジンや古代種族と会話することができ、真実を見抜く目を持つ。
レン・モーモリアン
ネコ種族の男性。死霊術を修めた「ネコマンサー」の一人。マイカの旅を助けるが、多くの主を持つ多重スパイでもある。キッパの信頼を裏切ったことで罪悪感を抱く。
コルヴィン・ドーロ
長身の男性で、強い魔力を持つアーカニック貴族。黒い翼を持ち「カラス」とあだ名される。アーカニック種族の生存のためにマイカの力が必要になると考え、ダスク・コートに背いて一行に加わる。幼いころに「巫女帝の末裔から世界を救う」という予言を受けている。

### その他
ツヤ
小柄なアーカニック少女で、マイカと共に奴隷の境遇を生き抜いてきた。しかしダスク・コートに仕える「バロネス」という裏の顔を持ち、幼いころからマイカを監視する使命を果たしていた。宮廷外交の一環としてマイカの叔母である「西の剣」と婚姻を結ぶ。
モリコ・ハーフウルフ
マイカの母。故人。アーカニック二大勢力の一つ、ドーン・コートの「狼の女王」の娘。母に寵愛される優れた武人だったが、巫女帝の研究に没頭し、職位と血縁を捨てて出奔した。巫女帝の末裔と交わってマイカを儲けた意図は明らかではない。
西の剣
モリコの双子の妹で、人間との戦争で勇名を馳せたウォーロード。姉と異なり、アーカニックの血筋が外見にも表れている。傲慢で粗暴な性格。巫女帝の力を我がものとして人間の連邦に対する劣勢を覆そうと目論んでいる。

## 制作背景

### 刊行までの経緯

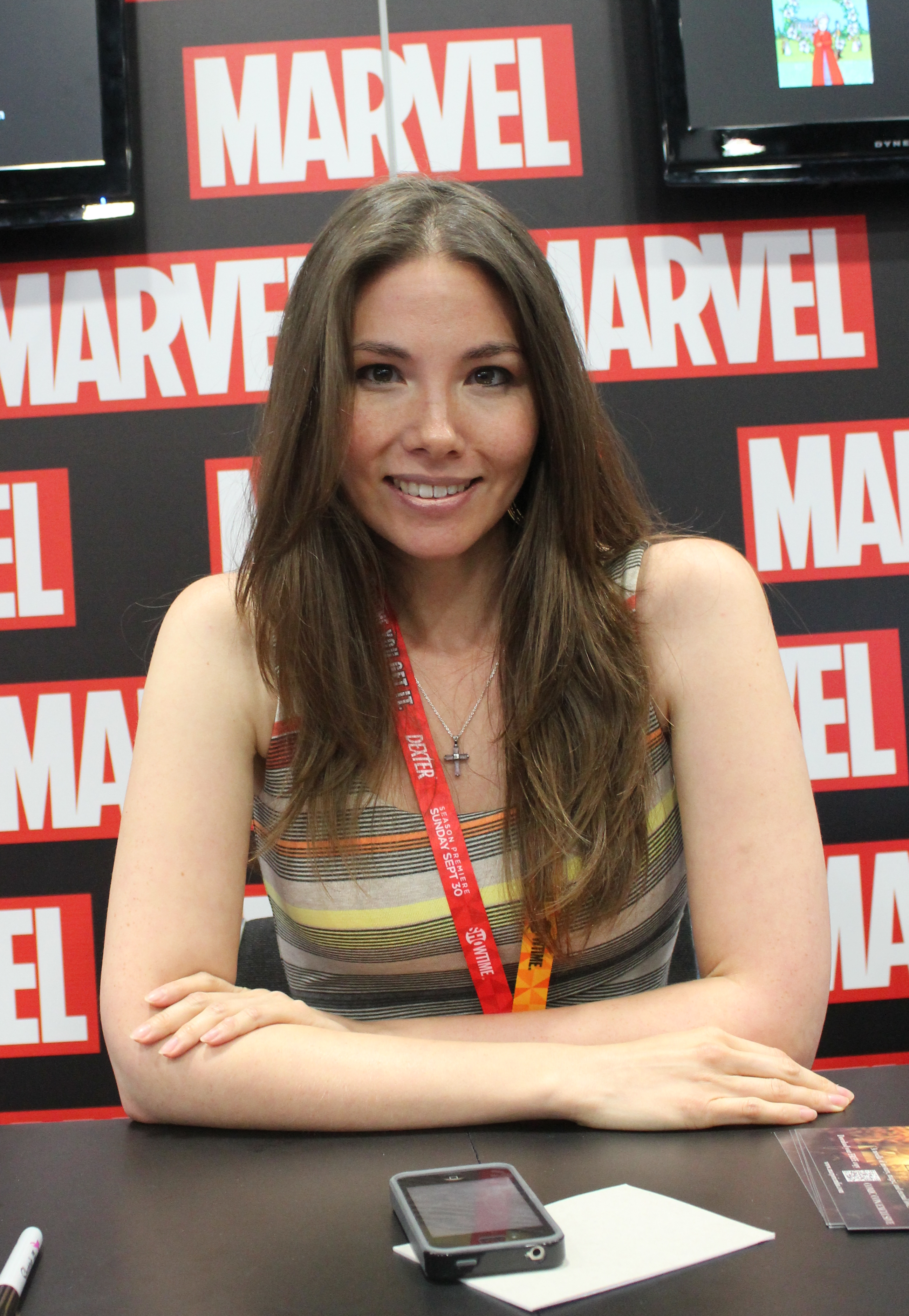
マーベルで活動していたころのマージョリー・リュウ（2012年）。同社を離れて自分の作品を書き始めるのは「億万長者ですごくかっこいいけど死ぬほど束縛してくる彼氏と手を切るようなもの」だったと述べている。

本人が語るところによると、原作者リュウは中国系移民の父から堅実に生計を立てることを第一とする価値観を教えられ、その影響でロー・スクールに進んだ。しかし卒業にあたって「もうこの先に機会はない」と直感し、本格的に小説を書き始めた。そのときに感じた解放感と罪悪感は、有色人種や女性として受けてきた社会的重圧とも結びついており、プロ作家としての一貫したテーマになったという。アーバン・ファンタジーやパラノーマル・ロマンスの小説作品でベストセラー作家となったリュウは、「X-Men」小説版の執筆を足掛かりとして自らマーベル・コミックスにアプローチし、コミック原作を書き始めた。そちらでも次々に人気作品を手掛け、『アストニッシングX-メン』誌ではアメリカン・コミック初の同性婚を描いてGLAADメディア賞を受けた。
人気作家の地位を確立したリュウは、一方で小説家として燃え尽きたと感じており、罪悪感とも縁が切れなかった。そこで仕事をコミック原作一本に絞り、マーベルを離れて自分が書きたいオリジナル作品を書くことにした。版元として選んだイメージ・コミックスは作品内容に一切干渉しなかったため、植民地主義、フェミニズム、レイシズムといった題材を自由に追求することができたが、作品のスコープが広がったため原作者としての力量を試されることにもなった。マーベルで行ってきた仕事は著作権買い切りであるのと引き換えに、読者に認知された人気キャラクターを使ってストーリーを作ることができる。それに対して作者がすべてを創造するクリエイター・オウンド作品は新しい挑戦だった。限られた紙数で世界観と主人公の設定を伝えるため、第一話の原作執筆には7-8カ月を費やした。そうして世に出た本作は、リュウにとってキャリアを通じて「最も充実感のある作品」になった。

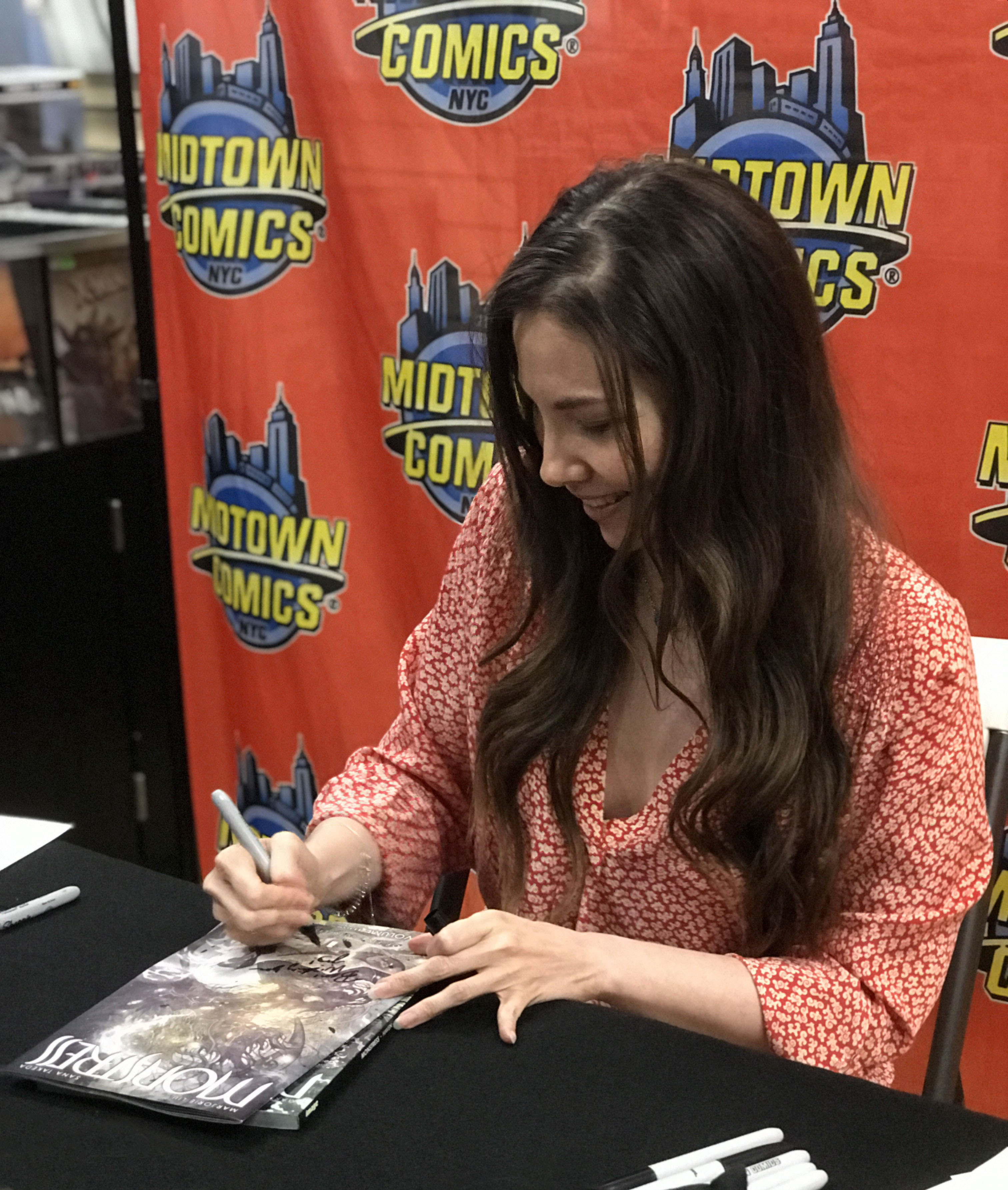
本作にサインするリュウ（2019年）。タケダにメールで共作を依頼したときには「うんと言ってくれるよう祈ってた。言ってくれたのでその場でバク転したわ」という。

リュウは過去にマーベルで組んでいたタケダサナを新作の作画家に望んだ。タケダは元々日本のセガ社でゲーム制作に携わっていたが、フリーのイラストレーターとなってからは日本で求められる「萌え系」の絵を描けなかったことから米国進出を志した。2010年ごろ、マーベルで『X-23』の原作を書いていたリュウは、数ページのピンチヒッターとして編集部から割り当てられたタケダをすぐに気に入りレギュラー作画家に迎えた。アクションが重視されるマーベルにあって静かなシーンの描写で読者を惹きつけるタケダは「組んだアーティストの中で最高の一人」であり、多くを説明しなくとも真意を汲み取ってくれる希有な共作者だった。タケダにとってもリュウの原作には共感する部分が多く、自己探索の途上にあるX-23は思い入れの持てるキャラクターだった。タケダの絵はアメリカで根強いファンベースを築いたが、マーベル編集部からは「日本漫画的すぎる」という評価を受け、やがて仕事を切られた。しかし二人の交友は続いていた。リュウは2013年に訪日し、タケダに新作の構想を語って共作を持ちかけた。イラストレーションの仕事から遠ざかっていたタケダは社交辞令だと思ったが、翌年から正式に制作が始まった。
リュウから最初に伝えられたキーワードは「妖怪 (yokai)、怪獣 (kaiju)、少女」であり、戦災を受けた少女と怪物の関りを描く作品となるはずだった。「怪獣」はリュウの過去作からすると意外な題材だったが、タケダもそれに応えて絵柄を進化させようと試み、子供のころ愛読した水木しげるの妖怪画などをヒントにしてイメージを固めていった。出来上がったコンセプトアートは「幽霊や幻影 (ghosts and apparitions)」を思わせるものだった。リュウはもともと生物的な怪獣を想像していたのだが、少女の内に潜む怪物というイメージがそれを塗り替えた。ほかにも、数話で退場する脇役だった半人半狐の少女は、タケダが提出したデザインに強い存在感があったことから主要登場人物に昇格した。

### 刊行
2015年11月にイメージ・コミックスからコミックブックの刊行が開始され、インディペンデント作品としては突出した早さで人気タイトルの仲間入りをした。通常の3倍のサイズで刊行された第1号はビデオゲームブログKotakuによって「今年発刊されたシリーズで最も鮮烈なものの一つ」と呼ばれた。オンラインマガジンVoxは「恐れげもなく政治性を打ち出しており、しかもそれを超えている」と評し、「2015年でもっとも野心的でゴージャスなコミックブックの一つ」とした。第2号と第3号はダイレクト・マーケット取次を通じた予約注文のチャートでトップを記録した。2016年7月に出た単行本の売れ行きも良く、翌年にはアメリカのグラフィックノベル売り上げ年間チャートの6位を占めた。第3巻（2018年）までにアイズナー賞を多部門で同時受賞したほか、SFを対象とするハーベイ賞やファンタジーを対象とする英国幻想文学大賞のコミック部門を複数年にわたって受賞するなど、傑作という評価をゆるぎないものとした。
2020年の後半、単行本第5巻の刊行直後に、主要キャラクターが子供時代を回想するところを描いた全2号のミニシリーズ『モンストレス: トーク・ストーリーズ』が刊行された。
2017年12月には椎名ゆかりの翻訳による日本語版単行本第1巻が誠文堂新光社のG-NOVELSレーベルから刊行され、2019年までに3冊が出ている。

### 制作体制
基本的にコミックブック6号ごとにストーリーの区切りがつき、単行本化される。リュウとタケダは梗概・各号のスクリプト・設定画の段階ごとにフィードバックを交わしながら制作を進めている。コマ割り以降は基本的にタケダの担当だが、大ゴマを入れる場所はスクリプトでも指定されている。作画は完全にデジタルで、下書き段階から何度も色を塗り直して完成に近づけていく。アメリカで流通しているコミックの中でも描きこみのディテールでは群を抜いており、通常号20-22ページの作画に6週間がかけられている。

## 作風とテーマ

### 着想
主人公マイカが奴隷として売られる様子を描いた印象的な冒頭ページはいくつかの書評で言及されている。
マイカの強い視線は読者に自分を見据えるよう強いる。原作者リュウはそこに、身体障碍者や有色人種など、自分とは異なる他者を存在しないものとして扱う人々への挑戦を込めていた。バイレイシャルであるリュウは、中国系の父親が周囲の白人からさりげなく無視されたり、逆に自身の身体がフェティッシュな視線を集めたりといった経験に数多く出会ってきた。初期の小説作品でもその体験が人外や「怪物」のテーマとして現れていたが、本作ではより意識的に身体性と疎外を扱っている。
中国系の親族から聞かされて育った日中戦争期の体験談も本作の着想の元となった。リュウの祖母は14歳のとき、日本軍の侵攻から逃れるため故郷を離れて徒歩で「1000マイル」を踏破した。避難しなければ従軍慰安婦に徴用されかねない切迫した状況だったという。ほかにも飢えや友人の死など悲惨な話を多く聞き、戦争と人間性についての関心を植え付けられた。終末戦争後の世界を扱った映画が流行した冷戦時代の空気からも影響を受けた。本作でリュウは、戦争の間に人種的優越と正義の名のもとで行われる残虐行為を正面から描いている。作中に登場する生体解剖、食人、奴隷化などはいずれも第二次世界大戦中に南京などで起きた実在の事件に取材したものである。戦争を生き延びて明るさと強さを保ち続けた祖母のように、過酷な世界に生きることを強いられた主人公が「希望、愛、友情」を取り戻す物語を書きたいのだという。
本作のヒントとなったもう一つの要素は、現代のメディアにおける女性表現である。一般的なコミックやテレビなど、リュウが幼少期から触れてきた主流文化では、特別な理由もなく白人や男性が重要な役のほとんどを占めている。女性キャラクターはわずかな数の類型に当てはめられてしまう。リュウはそのような体験が「想像力を歪めるし、心も歪められてしまう」と語っている。文化的に多様な家庭環境で育ったはずのリュウ自身、子供のころに夢想していたエピック・ファンタジーには非白人の登場人物が一人も出てこなかったという。それに対して本作の登場人物はほとんどすべてが女性であり、有色人種として描かれている。リュウはメインキャストの中に「勝気な女の子が一人か二人」いるのが定石なら、それを逆転させて女性ばかりの中に「勝気な男の子を一人か二人」入れてやろうと考えていた。女性が特定の役割に制限されず、社会階層のすべてにわたって当たり前に存在している世界であり、そこにストーリー上の説明はない。これは家父長制との対決を強調する伝統的なフェミニズム物語とは異なるアプローチの試みでもある。

東宝スタジオのゴジラ像。

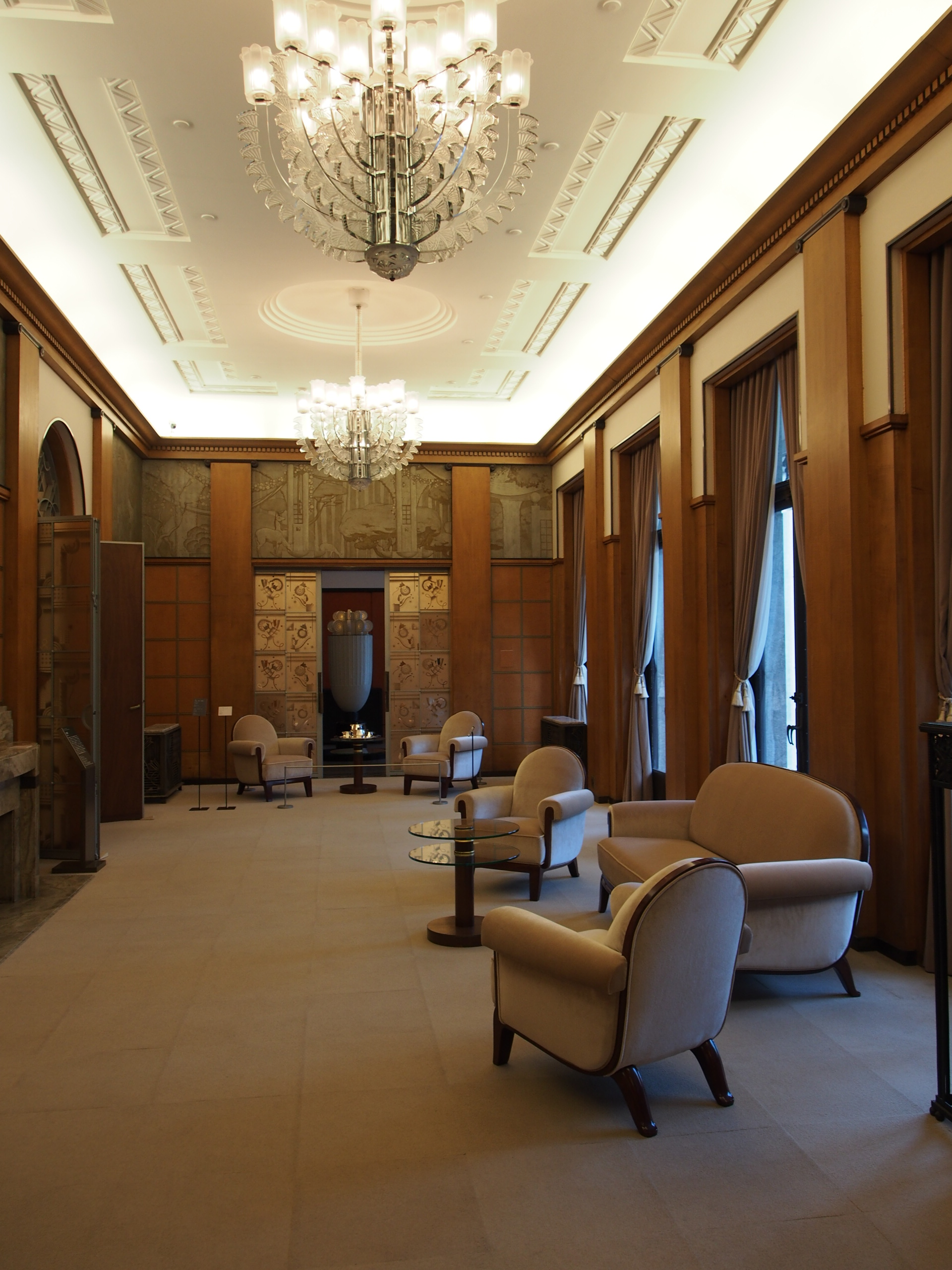
東京都庭園美術館の内観。

女性と怪物性、戦争、アジアのファンタジーという漠然としたアイディアが一つにまとまったのは、日本の東宝スタジオの前でゴジラ像を目にした時だった。リュウはゴジラと戯れ、そのイメージを膨らませることで、「地上をさ迷い歩く怪獣の中の一体と、戦災を受けた孤独な混血の少女が絆を結ぶ」という物語の中心軸を固めた。
作中世界は1920年代のアジアをイメージして作られている。モデルとしては当時国際政治の中心だった上海のほかモンゴル、日本、ハワイが挙げられている。本作のビジュアルはアール・デコ様式に統一されているが、それはリュウが旅行で訪れた東京都庭園美術館に触発されたものである。ただし実際のビジュアルデザインはタケダのオリジナルであり、特定のリファレンスはない。文化や神話の要素については日本と中国からの影響が強い。例として、作中に登場する猫に似た亜人種族は日本の化け猫からヒントを得ている。伝承上の化け猫が「死者を操り、幽霊と会話する」ことから、作中のネコには死霊術師としての役割が与えられている。

## 社会的評価

### 批評
リュウが本作のために創作した架空世界の完成度は高く評価されており、J・R・R・トールキン（『指輪物語』）やジョージ・R・R・マーティン（『ゲーム・オブ・スローンズ』）と比較されている。『ハリウッド・リポーター』誌は第1話で展開された世界を「メインストリーム・コミックにはまれなスケール感」と称賛した。エテルカ・レホツキーは「精緻な神話、濃密な歴史、入り組んだ勢力図、魔術的テクノロジー。『モンストレス』の世界はファンタジーの読者が求めるものをすべて備えている」と書いた。世界設定は俯瞰的に説明されることなく、物語の中で徐々に明らかにされる。それが読者にとって見通しの悪さを生んでいるという評もある。
ニューヨーク・タイムズ紙は、ファンタジーの中に現実世界を映し出していることが本作の最大の強みだと書いた。ミンヒョン・ソンによると、本作の舞台となるのは魔法が存在するのと同時に現実と同じ力学が働く世界である。戦乱の中で登場人物はたやすく命を落とし、奴隷化や大量殺戮が克明に描写される。多くの評者はそこに、過去や現代に実在する暴力との関連性を見て取っている。作中で描かれる情報操作やヘイトを煽るプロパガンダは刊行当時の世相とも無縁ではなく、オルタナ右翼に見られる白人至上主義的な言説が連想されている。Vox誌は主人公が奴隷競売にかけられるシーンを例にとり、現代アメリカ社会のルッキズムへの言及があるとした。ソンは本作が「間違いなく政治的な物語」であり、ジェンダーや人種による社会的分断を乗り越える方法を論じていると述べている。
登場人物の大半が女性だという点は好意的に受け止められている。本作が「女性は戦争や殺人、拷問などを行わない」という通念を覆している点は何人かの評者によって指摘されている。ソンはストーリー上でジェンダー・ポリティクスがフレームアップされず、社会における女性の存在が特別ではないこととして扱われている点を評価した。その一方で、多数の女性キャラクターの描き分けが十分ではないといった指摘もある。
『エンターテインメント・ウィークリー』誌はテーマの重さやストーリーの難渋さが巧みなキャラクター造形によって補われていると書いた。一般的なコミックブックと比べて陰影に富んだ、「とても立体的かつ複雑な」キャラクターは本作の特色の一つとしてしばしば挙げられる。レホツキーは本作の人物描写が説明的ではないことを「リュウの手並みは目を見張るものだ。彼女のキャラクターは際立った個性を感じさせるのに、その目的や価値感はほとんど語られないままなのだ」と述べている。
タケダによる美麗な作画、特に精緻なディテールにはほとんどの批評家から賛辞が寄せられている。レホツキーによると、本作の図像や様式には日中の伝統デザイン、古代エジプト美術、アール・ヌーヴォー、スチームパンクの影響が見られ、「それらすべてを折り重ねて、一つ一つのコマの中に圧倒的な感覚の氾濫を作り出している」という。質感や画面構成、日本漫画の流れを汲むアクション描写も高く評価されている。多くの批評家はストーリーと作画の相乗効果にも触れている。エヴァン・ナルシスは衣服の刺繍まで描きこまれた壮麗なアートが物語中の醜悪さをいっそう引き立てていると書いた。レホツキーは、本作が描こうとしている善悪の区別があいまいな世界に確かな実在感があるのは、細密で猥雑な背景画が言外に伝えている歴史性や神話性によるものだと指摘した。

### 受賞
多くの賞を受けており、2018年にはアメリカのコミック賞であるアイズナー賞を5部門で受賞したほか、ハーベイ賞ブック・オブ・ザ・イヤーに輝いた。リュウは女性として初めてアイズナー賞原作者部門を受賞した。単行本は3巻までがいずれもヒューゴー賞最優秀グラフィック・ストーリー部門を授賞されている。
| 賞               | 年   | 部門                                                                           | 対象                 | 結果       |
| ---------------- | ---- | ------------------------------------------------------------------------------ | -------------------- | ---------- |
| アイズナー賞     | 2016 | 原作者                                                                         | マージョリー・リュウ | ノミネート |
| アイズナー賞     | 2016 | 新シリーズ                                                                     | シリーズ             | ノミネート |
| アイズナー賞     | 2017 | ティーン向け出版物（13-17歳対象）                                              | シリーズ             | ノミネート |
| アイズナー賞     | 2017 | ペインター／マルチメディアアーティスト（本編作画）                             | タケダサナ           | ノミネート |
| アイズナー賞     | 2017 | カバーアーティスト                                                             | タケダサナ           | ノミネート |
| アイズナー賞     | 2018 | 刊行中シリーズ                                                                 | シリーズ             | 受賞       |
| アイズナー賞     | 2018 | ティーン向け作品（13-17歳対象）                                                | シリーズ             | 受賞       |
| アイズナー賞     | 2018 | 原作者                                                                         | マージョリー・リュウ | 受賞       |
| アイズナー賞     | 2018 | ペインター／マルチメディアアーティスト（本編作画）                             | タケダサナ           | 受賞       |
| アイズナー賞     | 2018 | カバーアーティスト                                                             | タケダサナ           | 受賞       |
| アイズナー賞     | 2022 | ペインター／マルチメディアアーティスト（本編作画）                             | タケダサナ           | 受賞       |
| アイズナー賞     | 2023 | ペインター／マルチメディアアーティスト（本作および The Night Eaters 本編作画） | タケダサナ           | 受賞       |
| アイズナー賞     | 2024 | ペインター／マルチメディアアーティスト（本作および The Night Eaters 本編作画） | タケダサナ           | 受賞       |
| 英国幻想文学大賞 | 2017 | 最優秀コミック／グラフィックノベル                                             | 第1巻                | 受賞       |
| 英国幻想文学大賞 | 2018 | 最優秀コミック／グラフィックノベル                                             | 第2巻                | 受賞       |
| 英国幻想文学大賞 | 2018 | アーティスト                                                                   | タケダサナ           | ノミネート |
| ハーベイ賞       | 2018 | ブック・オブ・ザ・イヤー                                                       | シリーズ             | 受賞       |
| ヒューゴー賞     | 2017 | グラフィックストーリー                                                         | 第1巻                | 受賞       |
| ヒューゴー賞     | 2018 | グラフィックストーリー                                                         | 第2巻                | 受賞       |
| ヒューゴー賞     | 2018 | プロアーティスト                                                               | タケダサナ           | 受賞       |
| ヒューゴー賞     | 2019 | グラフィックストーリー                                                         | 第3巻                | 受賞       |
| ヒューゴー賞     | 2020 | グラフィックストーリー                                                         | 第4巻                | ノミネート |
| ヒューゴー賞     | 2021 | グラフィックストーリー                                                         | 第5巻                | ノミネート |
| ヒューゴー賞     | 2022 | グラフィックストーリー                                                         | 第6巻                | ノミネート |
| ヒューゴー賞     | 2023 | グラフィックストーリー                                                         | 第7巻                | ノミネート |
| ルーベン賞       | 2018 | コミックブック                                                                 | シリーズ             | 受賞       |
| 世界幻想文学大賞 | 2022 | 特別賞・プロフェッショナル                                                     | 第6巻                | 受賞       |

## 単行本

### 原語版
| 書名                            | 収録号                                        | 発行日         | 判型           | ISBN          |
| ------------------------------- | --------------------------------------------- | -------------- | -------------- | ------------- |
| Monstress Vol. 1: Awakening     | Monstress #1–6                                | 2016年7月13日  | ペーパーバック | 9781632157096 |
| Monstress Vol. 2: The Blood     | Monstress #7–12                               | 2017年7月5日   | ペーパーバック | 9781534300415 |
| Monstress Vol. 3: Haven         | Monstress #13–18                              | 2018年9月5日   | ペーパーバック | 9781534306912 |
| Monstress Vol. 4: The Chosen    | Monstress #19–24                              | 2019年9月25日  | ペーパーバック | 9781534313361 |
| Monstress Vol. 5: Warchild      | Monstress #25–30                              | 2020年9月30日  | ペーパーバック | 9781534316614 |
| Monstress Vol. 6: The Vow       | Monstress: Talk-Stories #1–2 Monstress #31–35 | 2021年9月15日  | ペーパーバック | 9781534319158 |
| Monstress Vol. 7: Devourer      | Monstress #36–41                              | 2022年9月7日   | ペーパーバック | 9781534323193 |
| Monstress Vol. 8: Inferno       | Monstress #42–48                              | 2023年11月22日 | 9781534399525  |               |
| Monstress Vol. 9: The Possessed | Monstress #49–54                              | 2024年11月13日 | 9781534392618  |               |
| Monstress – Book One            | Monstress #1–18                               | 2019年7月3日   | ハードカバー   | 9781534312326 |
| Monstress – Book Two            | Monstress #19–35 Monstress: Talk-Stories #1–2 | 2022年12月7日  | ハードカバー   | 9781534323148 |

### 日本語版
| 書名                           | 収録号           | 発行日         | ISBN          |
| ------------------------------ | ---------------- | -------------- | ------------- |
| モンストレス vol. 1: Awakening | Monstress #1–6   | 2017年12月22日 | 9784416617731 |
| モンストレス vol. 2: The Blood | Monstress #7–12  | 2018年5月10日  | 9784416618608 |
| モンストレス vol. 3: Haven     | Monstress #13–18 | 2019年2月18日  | 9784416619476 |